# NGC 617
NGC 617 è una lontana galassia a spirale barrata situata nella costellazione della Balena, a una distanza di circa 576 milioni di anni luce dalla nostra Via Lattea.

## Scoperta
NGC 617 è stata scoperta nel 1886 dall'astronomo statunitense Francis Leavenworth.

## Descrizione
Nella galassia sono presenti anche regioni di idrogeno ionizzato.
Il database SIMBAD la considera una galassia attiva di tipo Seyfert 1.